# Nestor Rateș
Nestor Rateș (în grafia engleză Ratesh;  născut Stessel Nathan; n. 7 aprilie 1933, Moinești, Bacău, România – d. 31 octombrie 2024, Rockville, Maryland, SUA) a fost un ziarist și autor român de origine evreiască, din 1973 stabilit în Statele Unite ale Americii.

## Biografie
A urmat liceul la Bacău și Piatra Neamț, după care a absolvit Facultatea de Filosofie la Universitatea din București.
În 1973 a rămas în Israel pentru un scurt timp, apoi a plecat în Italia, si de acolo in Statele Unite, cu sprijinul soților Martin si Conney Kamerow. 
A fost redactor la Agerpres și, din 1973, în departamentul românesc al postului de radio Europa Liberă (în redacțiile din Washington și München).
La acest post de radio a fost de două ori directorul departamentului românesc, la München și Praga. În 2003 a fost consilier pentru politici editoriale ale directorului general la Europa Liberă. După pensionare a fost un an consultant principal al președintelui posturilor de radio Radio Europa Liberă/Libertatea (RFE/RL, Inc.).
După Revoluția română din 1989 s-a găsit că între 1969-1972 a fost înregistrat ca informator al Securității, oferind câteva minime note de caracterizare ale unor relații personale, din a căror analiză CNSAS a concluzionat că nu i se poate atribui calitatea de lucrător/colaborator.
Rateș a decedat în octombrie 2024 la 91 ani, în localitatea Rockville, Maryland după o lungă suferință de boala Alzheimer. După serviciul funerar in congregatia evreiască Tikvat Israel din Rockville, a fost înmormântat în cimitirul Parklawn din localitate.

## Premii și distincții
- 2010 - Cetățean de onoare al municipiului Moinești.[9]

## Cărți publicate
- Nestor Ratesh, The Entangled Revolution, Praeger Publishers (The Washington Papers), New York și Washington, D.C., 30 septembrie 1991, 175 p.[10][11][12] ISBN 0275941450. ISBN 978-0275941451
  - Nestor Rateș, România: revoluția încîlcită, Editura Litera, București, 1 ianuarie 1994
  - Nestor Rateș, România: revoluția încîlcită, Editura Paralela 45, 1999. ISBN 973-593-128-X[13]